# Wild- und Freizeitpark Willingen
Koordinaten: 51° 17′ 6,4″ N, 8° 36′ 29,4″ O
Der Wild- und Freizeitpark Willingen ist ein Wildpark und Freizeitpark im nordöstlichen Teil des Rothaargebirges in Willingen (Upland), Landkreis Waldeck-Frankenberg.

## Tiere und Attraktionen
Der Wild- und Freizeitpark zählt ca. 60 Tierarten auf 20 ha Fläche. Darunter sind:
- Wildgehege mit Rotwild, Berberaffen, Braunbären, Waschbären, Schafen und Ziegen
- Volieren mit Greifvögeln, Eulen und Papageien

Außerdem bietet der Park einen Saurierpark mit Modellen von Dinosauriern, einen Märchenwald und Fahrgeschäfte.